# Moussonvilliers
Moussonvilliers és un municipi francès situat al departament de l'Orne i a la regió de Normandia. L'any 2007 tenia 218 habitants.

## Demografia

### Població
El 2007 la població de fet de Moussonvilliers era de 218 persones. Hi havia 96 famílies de les quals 28 eren unipersonals (16 homes vivint sols i 12 dones vivint soles), 40 parelles sense fills, 24 parelles amb fills i 4 famílies monoparentals amb fills.
La població ha evolucionat segons el següent gràfic:
Habitants censats

### Habitatges
El 2007 hi havia 150 habitatges, 98 eren l'habitatge principal de la família, 42 eren segones residències i 10 estaven desocupats. 142 eren cases i 4 eren apartaments. Dels 98 habitatges principals, 83 estaven ocupats pels seus propietaris, 8 estaven llogats i ocupats pels llogaters i 7 estaven cedits a títol gratuït; 3 tenien dues cambres, 24 en tenien tres, 28 en tenien quatre i 43 en tenien cinc o més. 68 habitatges disposaven pel capbaix d'una plaça de pàrquing. A 51 habitatges hi havia un automòbil i a 36 n'hi havia dos o més.

### Piràmide de població
La piràmide de població per edats i sexe el 2009 era:
| Homes | Edats   | Dones |
| ----- | ------- | ----- |
| 0     | 95 o +  | 0     |
| 0     | 90 a 94 | 0     |
| 0     | 85 a 89 | 8     |
| 0     | 80 a 84 | 0     |
| 4     | 75 a 79 | 4     |
| 8     | 70 a 74 | 4     |
| 8     | 65 a 69 | 16    |
| 12    | 60 a 64 | 8     |
| 0     | 55 a 59 | 8     |
| 12    | 50 a 54 | 4     |
| 0     | 45 a 49 | 8     |
| 8     | 40 a 44 | 4     |
| 16    | 35 a 39 | 12    |
| 8     | 30 a 34 | 8     |
| 12    | 25 a 29 | 4     |
| 0     | 20 a 24 | 4     |
| 0     | 15 a 19 | 4     |
| 4     | 10 a 14 | 4     |
| 4     | 5 a 9   | 8     |
| 12    | 0 a 4   | 8     |

## Economia
El 2007 la població en edat de treballar era de 124 persones, 83 eren actives i 41 eren inactives. De les 83 persones actives 74 estaven ocupades (41 homes i 33 dones) i 9 estaven aturades (5 homes i 4 dones). De les 41 persones inactives 16 estaven jubilades, 7 estaven estudiant i 18 estaven classificades com a «altres inactius».

### Ingressos
El 2009 a Moussonvilliers hi havia 98 unitats fiscals que integraven 215 persones, la mediana anual d'ingressos fiscals per persona era de 16.833 €.

### Activitats econòmiques
Dels 6 establiments que hi havia el 2007, 3 eren d'empreses de construcció, 1 d'una empresa de comerç i reparació d'automòbils, 1 d'una empresa de serveis i 1 d'una empresa classificada com a «altres activitats de serveis».
Dels 2 establiments de servei als particulars que hi havia el 2009, 1 era un paleta i 1 electricista.
L'any 2000 a Moussonvilliers hi havia 18 explotacions agrícoles que ocupaven un total de 1.568 hectàrees.

## Poblacions més properes
El següent diagrama mostra les poblacions més properes.